# Acme (banda)
Acme (アクメ, estilizado em maiúsculas) é uma banda japonesa de rock visual kei formada em 2017, com o conceito de "um garoto delinquente em um mundo imaginário". Integrada por Chisa, Shogo, Rikito e Hal, eles já fizeram diversas turnês pelos Estados Unidos, sendo a única banda visual kei a completar uma turnê pelo país em 2021.
Foram ranqueados como segundo melhor artista visual kei de 2022 pela JRock News.

## Carreira

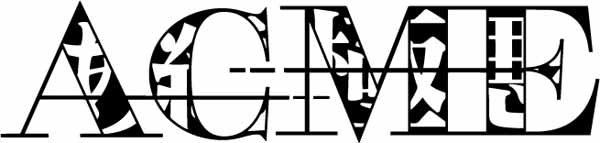
Logotipo da banda.

Acme foi formada em Tóquio em 2017 por ex membros da banda DIV, Chisa e Shogo. Pouco antes, haviam iniciado uma banda temporária chamada Chisa & Shogo com dois membros temporários e futuros integrantes do Acme, Rikito e Hal. Lançaram seu mini álbum de estreia Senkou em 2 de agosto, limitado a 2000 cópias, acompanhado de uma turnê pelo Japão. Em 23 de novembro o baixista Rikito teve de pausar as atividades por problemas de saúde. Em 7 de março, com três membros, lançaram o single "Rotten Orange". Rikito retornou em abril. Em agosto de 2018 lançaram o álbum Zesho Oka, limitado a 1000 cópias.
Acme realizou seu primeiro show nos Estados Unidos em 2019, se apresentando na convenção Anime Milwaukee de 15 a 17 de fevereiro em Wisconsin. No entanto, o vocalista Chisa já havia ido ao país para ser modelo no Anime Expo em Los Angeles. Após anunciarem o single "Mononoke Requiem", retornaram ao país no mesmo ano para o evento A-Kon em Dallas de 27 a 30 de junho e apresentaram um show na Califórnia em julho. Já sua primeira turnê completa nos Estados Unidos aconteceu em conjunto com o grupo Red Handed Denial em janeiro de 2020. No final de ano, eles alteraram seu nome de Acme (アクメ) em katakana para ACME visando a audiência internacional.
Em janeiro de 2021 lançaram o single digital "Enchanted", com um videoclipe filmado em Hollywood durante sua turnê pelos EUA. Além disso, Chisa e Hal foram convidados para o evento de DJs do portal Gekirock, sediado em 8 de janeiro em Shibuya. Em 29 de março foi lançada a canção "Come Back to You", produzido por Seann Bowe e pelo engenheiro de gravação Daihei Yamanaka. Foi o primeiro trabalho de Acme com um produtor de fora do Japão. Foi o primeiro videoclipe de visual kei a apresentar uma mulher negra, Katie Sachiko Scott. No final do ano voltaram aos Estados Unidos para mais quatro shows.
Mais uma turnê pela América do Norte foi anunciada em 2022, dessa vez contando com o primeiro show da banda no Canadá. O single "Heaven's Door" foi lançado em 2 de maio. Seu terceiro álbum de estúdio, Resisted temptation, foi lançado em 23 de novembro de forma digital. As cópias físicas só estão disponíveis em shows a partir da turnê 2022 In Japan, que começou no dia 19. Em fevereiro de 2023 revelaram um novo visual cibernético para o lançamento do single "Sennou" em 14 de fevereiro.

## Membros
- Chisa – vocais (2017–presente)
- Shogo (将吾) – guitarra (2017–presente)
- Rikito – baixo (2017–presente)
- Hal – bateria (2017–presente)

## Discografia
Álbuns de estúdio
| Título              | Lançamento             | Posição na Oricon | Posição na Oricon |
| Título              | Lançamento             | Principal         | Indies            |
| ------------------- | ---------------------- | ----------------- | ----------------- |
| Senkou              | 2 de agosto de 2017    | 37                | -                 |
| Zesshō Oka          | 8 de agosto de 2018    | -                 | 6                 |
| Resisted temptation | 23 de novembro de 2022 | -                 | -                 |

Singles
| Título                                            | Lançamento              | Posição na Oricon | Posição na Oricon |
| Título                                            | Lançamento              | Principal         | Indies            |
| ------------------------------------------------- | ----------------------- | ----------------- | ----------------- |
| "Maguro Kaitai Chainsaw" (マグロ解体チェーンソー) | 6 de dezembro de 2017   | 37                | 4                 |
| "Rotten Orange"                                   | 7 de março de 2018      | -                 | -                 |
| "Last One Show" (ラストワンショー)                | 9 de janeiro de 2019    | 44                | 5                 |
| "Hōkago no Shiiku" (放課後の飼育)                 | 3 de abril de 2019      | -                 | -                 |
| "Monoke Requiem" (モノノケレクイエム)             | 10 de julho de 2019     | -                 | -                 |
| "Wonderful World"                                 | 30 de outubro de 2019   | -                 | -                 |
| "Enchanted"                                       | 26 de janeiro de 2021   | -                 | -                 |
| "Come Back to You"                                | 29 de março de 2021     | -                 | -                 |
| "Heaven's Door"                                   | 2 de maio de 2022       | -                 | -                 |
| "Sennou"                                          | 14 de fevereiro de 2023 | -                 | -                 |